# Xiaomi Mi Note 10 Lite
Xiaomi Mi Note 10 Lite — смартфон компанії Xiaomi, що є спрощеною версією Xiaomi Mi Note 10. Був представлений 30 квітня 2020 року разом з Redmi Note 9 та Redmi Note 9 Pro, 19 травня 2020 року пройшла презентація смартфона в Україні.

## Дизайн
Задня панель та екран виконані зі скла. Бокова частина виконана з алюмінію.
Знизу розміщені роз'єм USB-C, 3.5 мм аудіороз'єм, динамік та мікрофон. Зверху розташовані другий мікрофон та ІЧ-порт. З правого боку розміщені кнопки регулювання гучності, кнопка блокування смартфона та слот під 2 SIM-картки.
В Україні Xiaomi Mi Note 10 Lite продавався в 3 кольорах: Midnigh Black (чорний), Glacier White (білий) та Nebula Purple (фіолетовий).

## Технічні характеристики

### Платформа
Смартфони отримали процесор Qualcomm Snapdragon 730G та графічний процесор Adreno 618.

### Батарея
Батарея отримала об'єм 5260 мА·год та підтримку 30-ватної швидкої зарядки Quick Charge 4+.

### Камера
Смартфон отримав основну квадрокамеру 64 Мп, f/1.89 (ширококутний) + 8 Мп, f/2.2 (ультраширококутний) + 2 Мп, f/2.4 (макро) + 5 Мп, f/2.4 (сенсор глибини) з лазерним автофокусом, з оптичною стабілізацією та здатністю запису відео в роздільній здатності 4K@30fps. Фронтальна камера отримала роздільність 16 Мп, діафрагму f/2.48 (ширококутний) та здатність запису відео в роздільній здатності 1080p@30fps.

### Екран
Екран AMOLED з загнутими краями, 6.47", FullHD+ (2340 × 1080) зі щільністю пікселів 398 ppi, співвідношенням сторін 19.5:9 та краплеподібним вирізом під фронтальну камеру. Також в екран вмонтований сканер відбитків пальців.

### Пам'ять
Смартфон продається в комплектаціях 6/64, 6/128 та 8/128 ГБ.

### Програмне забезпечення
Mi Note 10 Lite був випущений на MIUI 11 на базі Android 10 і був оновлений до MIUI 13 на базі Android 12.

## Ціна
Початкова ціна Xiaomi Mi Note 10 Lite в Україні у версії на 6/64 ГБ складала 9999 грн., а в версії на 6/128 ГБ — 10999 грн
Станом на 25 жовтня 2020 року версія 6/64 ГБ коштує 8499 грн. Версія 6/128 ГБ коштує 9499 грн.